# Grönby landskommun
Grönby landskommun var en tidigare kommun i dåvarande Malmöhus län.

## Administrativ historik
Kommunen bildades i Grönby socken i Vemmenhögs härad i Skåne när 1862 års kommunalförordningar trädde i kraft. 
Vid kommunreformen 1952 uppgick kommunen i Anderslövs landskommun som upplöstes 1967 då denna del uppgick i Trelleborgs stad som 1971 ombildades till Trelleborgs kommun.

## Politik

### Mandatfördelning i Grönby landskommun 1938-1946
| 11 | 9 |

| 20 |

| 15 | 5 |

| 20 |

| 11 | 9 |

| 20 |